# Marek Seweryn
Marek Seweryn   (Katowice, 17 d'octubre de 1957) és un aixecador de peses polonès, ja retirat, que va competir durant les dècades de 1970 i 1980.
El 1980 va prendre part en els Jocs Olímpics d'Estiu de Moscou, on va guanyar la medalla de bronze del pes ploma del programa d'halterofília. El 1988, als Jocs de Seül, fou quart en la categoria del pes lleuger.
En el seu palmarès també destaquen quatre medalles al Campionat del món d'halterofília, una d'or, una de plata i dues de bronze, entre les edicions de 1978 i 1986, així com dues medalles al Campionat d'Europa d'halterofília, una d'or i una de bronze, el 1978 i 1985 respectivament. També guanyà vuit campionat nacionals de Polònia ( 1983, 1985-1987, 1989-1992).